# Conflito curdo-iraquiano (2017)
O conflito curdo-iraquiano de 2017 foi uma crise ocorrida na região curda do norte do Iraque que começou em 15 de outubro de 2017, pouco depois do referendo de independência do Curdistão iraquiano realizado em 25 de setembro. A crise entre o governo iraquiano e o governo curdo-iraquiano (também conhecido como Governo Regional Curdo) escalou em um conflito militar, que resultou na Batalha de Kirkuk. 
O conflito levou à perda dos curdos iraquianos de sua principal fonte de receita que provinha dos campos petrolíferos de Kirkuk. 

## Histórico
Após o referendo da independência do Curdistão iraquiano em 2017, que foi promovido pelo presidente da Região do Curdistão Iraquiano, Masoud Barzani, em Setembro de 2017, o primeiro-ministro do Iraque Haider al-Abadi exigiu que o resultado do referendo fosse anulado e convocou o Governo Regional do Curdistão para iniciar o diálogo "no quadro da constituição". 
Em Outubro, o Iraque passou a mover as suas forças em direcção às áreas capturadas pelo Governo Regional do Curdistão com a expulsão do Estado Islâmico e para todas as áreas disputadas fora da Região Curda, incluindo Kirkuk. 
A campanha começou com a recuperação dos territórios ocupados pelas forças curdas, os quais o governo federal havia perdido após sua derrota durante a campanha de expansão do Estado Islâmico em 2014. As forças curdas incorporaram de fato essas regiões em sua administração e originaram uma disputa inicialmente pacífica — especialmente em Kirkuk — sobre o qual o governo era o verdadeiro possessor das matérias-primas dos territórios em disputa.
O avanço do governo iraquiano foi beneficiado pela inação das forças armadas dos Estados Unidos, que se encontravam estacionadas no Curdistão iraquiano. Isso ocorreu devido ao fato de que tanto as forças governamentais como as curdas são aliadas naturais da Coalizão Internacional, de modo que teria sido incoerente prestar apoio militar a um dos dois lados. Portanto, o governo estadunidense considerou a situação como "assunto interno iraquiano". Além disso, de acordo com especialistas, as forças estadunidenses estão mais ocupadas em sua participação no apoio à rebelião curda no âmbito da Guerra Civil Síria, assim não seria benéfico abrir outra frente de guerra no território iraquiano.
A retomada de Kirkuk pelo governo central representou o fim das pretensões curdas à independência, já que a região era responsável por grande parte da então exportação de petróleo do Curdistão. O governo local declarou que cerca de 100 mil pessoas fugiram de suas casas em Kirkuk e em Tuz (distrito) por conta da ação militar iraquiana. Após a perda de Kirkuk para o governo do Iraque e a escalada do conflito curdo-iraquiano, as eleições regionais curdas foram canceladas. Logo depois, o presidente Massoud Barzani renunciou ao cargo, deixando o governo da região vacante em plena crise.
Em novembro de 2017, o governo curdo acatou a decisão da Suprema Corte do Iraque, que considerou o referendo de independência inconstitucional. No entanto, as sanções do governo iraquiano à região continuaram, como a proibição de voos internacionais para a capital curda Erbil, que foi retirada apenas em março de 2018.